# Józef Sławęta Stawski
Józef Sławęta Stawski herbu Leszczyc – podczaszy wieluński w latach 1744–1766.
Był deputatem ziemi wieluńskiej na Trybunał Główny Koronny w 1753 roku. Poseł na sejm nadzwyczajny 1750 roku z ziemi wieluńskiej. Jako poseł ziemi wieluńskiej na sejm elekcyjny 1764 roku podpisał z ziemią wieluńską elekcję Stanisława Augusta Poniatowskiego.